# Velika Reka (Vučitrn)
Pour les articles homonymes, voir Velika Reka.
Lumadh en albanais et Velika Reka en serbe latin (en serbe cyrillique : Велика Река) est une localité du Kosovo située dans la commune/municipalité de Vushtrri/Vučitrn et dans le district de Mitrovicë/Kosovska Mitrovica. Selon le recensement kosovar de 2011, elle compte 1 017 habitants.

## Démographie

### Évolution historique de la population dans la localité
| 1948 | 1953 | 1961 | 1971 | 1981 | 1991 | 2011  |
| ---- | ---- | ---- | ---- | ---- | ---- | ----- |
| 327  | 375  | 395  | 443  | 542  | 630  | 1 017 |

|  |

### Répartition de la population par nationalités (2011)
En 2011, les Albanais représentaient 98,31 % de la population.